# Gilbert Kaplan
Gilbert Edmund Kaplan, född 3 mars 1941 i New York i USA, död 1 januari 2016 i New York, var en amerikansk ekonomijournalist, förläggare, amatördirigent och Gustav Mahler-kännare. Han blev framför allt känd för att som lekman ha studerat in Mahlers andra symfoni och blivit en av symfonins främsta uttolkare.
1967 grundade Kaplan, då 25 år gammal, finanstidskriften Institutional Investor och blev dess chefredaktör. Magasinet samlade så småningom en upplaga på drygt 150 000, fördelad på 140 länder.
Vid sidan av ekonomijournalistiken ägnade sig Kaplan under lång åt Gustav Mahler och blev med tiden en ledande auktoritet på området. I samband med Institutional Investors 15-årsjubileum 1982 dirigerade Kaplan för första gången Mahlers andra symfoni inför inbjuden publik. En tid senare framförde han verket vid en konsert för allmänheten i Carnegie Hall med The American Symphony Orchestra. Konserten fick mycket uppmärksamhet och beröm; New York's Daily News rankade den som ett av de bästa framförandena av Mahlers tvåa någonsin. Därefter framförde Kaplan verket i konsert med ett femtiotal orkestrar över hela världen, däribland Wienerfilharmonikerna, London Symphony Orchestra och Stockholmsfilharmonikerna. Inspelningar med de två förstnämnda finns på skiva.
Kaplan hade inga tidigare musikaliska meriter och dirigerade det drygt 80 minuter långa verket utantill eftersom han inte kunde läsa noter särskilt bra. Trots denna amatörstatus betraktas han allmänt som en av de främsta uttolkarna av Mahlers tvåa. Hans mer än två decennier långa dirigentgärning ägnades så gott som uteslutande åt detta verk. Repertoaren breddades bara genom att det berömda adagiettot ur Mahlers femte symfoni tillkom.
1986 grundade Gilbert Kaplan stiftelsen Kaplan Foundation, som ägnar sig åt att publicera litteratur om och musik av Mahler. Kaplan föreläste om Mahler vid ett flertal musikkonservatorier samt vid prestigeuniversitet som Harvard och Oxford. Han skrev och utgav den omfattande biografin The Mahler Album.
Han var från 1970 till sin död gift med Lena Kaplan, som är dotter till svensken Gunnar Biörck. Kaplan var vidare bror till Joseph Brooks.